# Musaranya de Crosse
La musaranya de Crosse (Crocidura crossei) és una espècie de la família dels sorícids que viu a Camerun, Costa d'Ivori, Ghana, Guinea, Nigèria i, possiblement també, a Benín, Libèria i Togo.